# Devon Aoki
Devon Edwenna Aoki (デヴォン青木) (ur. 10 sierpnia 1982 w Nowym Jorku) – amerykańsko-japońska modelka i aktorka.

## Życiorys
Córka Rocky’ego Aokiego, byłego reprezentanta Japonii w zapasach i właściciela sieci restauracji Benihana. To właśnie jemu zawdzięcza swoją wschodnią urodę. Jej matka, Pamela Hilburger jest pochodzenia brytyjsko-niemieckiego. Jej brat, Steve Aoki to znany kalifornijski DJ. Devon ma również siostrę.

## Kariera
Odkryta została w Nowym Jorku, a w wieku 14 lat przeprowadziła się z matką do Londynu. Tam dołączyła do Storm Model Management, reprezentującą między innymi Kate Moss, którą poznała jeszcze w dzieciństwie. To właśnie Kate Moss pomagała jej gdy dopiero zaczynała współpracę z agencją.
Dzięki orientalnej urodzie w krótkim czasie stała się jedną z najbardziej rozpoznawalnych młodych twarzy rynku mody. Na początku nie dawano jej dużych szans ze względu na jej wzrost – mierzyła tylko 165 cm. Sukces przyszedł jednak w 1998 roku, kiedy została twarzą i muzą Versace wygrywając m.in. z samą Naomi Campbell. Wtedy zaczęła dostawać wiele kontraktów (Lancôme), pokazów (Fendi, Chanel, Gaultier, Balenciaga) oraz sesji i zdjęć okładkowych (m.in. „Vogue”, „Elle”, „Nylon”).
Wystąpiła w teledyskach Electric Barbarella zespołu Duran Duran oraz Act a Fool rapera Ludacrisa. Piosenka ta pochodzi z filmu „2 Fast 2 Furious”. Była na okładkach wielu magazynów, takich jak niemieckie Vogue Deutsch, japońskie VOCE, Frau Magazine, koreańskie Cosmo Girl oraz innych: Vegas Magazine, Nylon Magazine, Harper’s Bazaar Malaysia, Trace Magazine, Fashion News, Dutch Magazine oraz Elle.
W 2003 roku zadebiutowała jako aktorka. W 2003 r. Devon zagrała w filmie „2 Fast 2 Furious” – i odtąd to właśnie aktorstwo jest jej największą pasją. Wystąpiła również w przeboju Sin City: Miasto grzechu.

## Filmografia
| Rok  | Tytuł                                   | Rola               |
| ---- | --------------------------------------- | ------------------ |
| 2003 | Death of a Dynasty                      | Picasso            |
| 2003 | Za szybcy, za wściekli                  | Suki               |
| 2004 | D.E.B.S                                 | Dominique          |
| 2005 | Sin City: Miasto grzechu                | Miho               |
| 2006 | Dead or Alive (DOA)                     | Księżniczka Kasumi |
| 2007 | Zabójca                                 | Kira               |
| 2007 | The Mutant Chronicles                   | Valerie Duval      |
| 2008 | Rosencrantz and Guildenstern Are Undead | Anna               |